# Tomba de Sennedjem

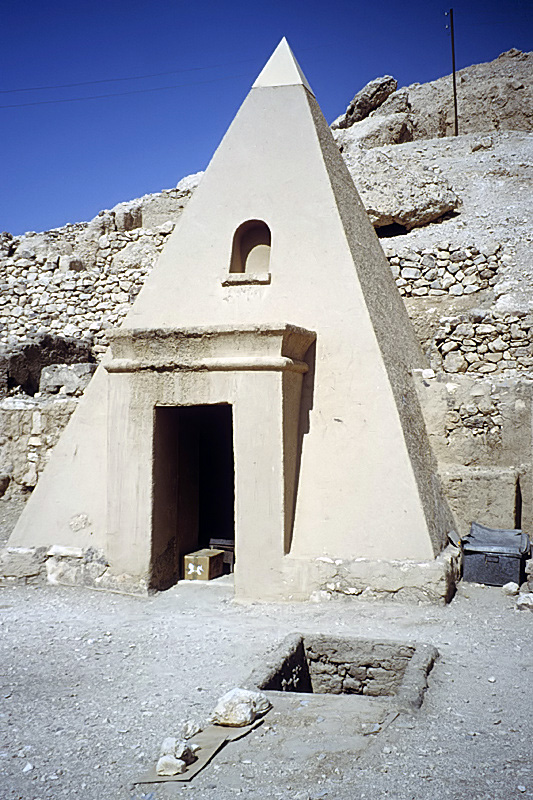
Capella en forma de piràmide de la Tomba de Sennedjem.

La tomba de Sennedjem situada a la necròpolis de Deir al-Madinah a l'oest de Luxor. És una de les moltes tombes que es van trobar en aquesta necròpolis situada a una vil·la de treballadors de l'antic Egipte anomenada també Vall dels Artesans perquè la majoria de les tombes d'aquesta necròpolis són d'obrers i artesans.

## Descoberta
La tomba va ser descoberta l'1 de febrer de 1886 per l'egiptòleg català Eduard Toda juntament amb l'egiptòleg francès Gaston Maspero. Un beduí de Gurnah, Salam Abu Duhi, acudí a aquests dos egiptòlegs que voltaven per Luxor i donà la notícia que s'havia descobert una necròpolis que no estava excavada. Immediatament es posaren a excavar per evitar que hi hagués saquejos.

## Descripció
Les tombes de Deir al-Madinah estaven ubicades en diferents terrasses de la muntanya. la tomba de Sennedjem es troba al penúltim nivell inferior de la necròpolis. Està formada per un pati elevat per guanyar terreny en el desnivell de la muntanya, tres capelles en forma de piràmide i quatre pous dels quals només un pertany a Sennedjem.